# Jürgen Grundler
Jürgen Grundler (* wahrscheinlich am 10. November 1955 in Großbreitenbach) ist ein früherer deutscher Biathlet. Grundler ist Opfer des staatlich verordneten Dopings im DDR-Leistungssport.
Jürgen Grundler vom ASK Oberhof gewann 1974 mit Steffen Thierfelder und Veit Schirmer in der Staffel der DDR, hinter dem Team aus Finnland, die Silbermedaille bei den Junioren-Weltmeisterschaften. Zwei Jahre später gewann er mit Klaus Siebert und Olaf Weisflog den Titel vor der Sowjetunion und Polen. Größter Erfolg im Herrenbereich war der Gewinn der DDR-Meisterschaft im Sprintwettbewerb im Jahr 1979. Schon 1977 war er hinter Klaus Siebert Vizemeister, 1978 Dritter. Mit der Staffel des ASK Oberhof gewann er 1979 und 1980 Silbermedaillen.
Seit 2003 ist Grundler vom Bundesverwaltungsamt Köln offiziell anerkanntes Opfer des DDR-Doping-Systems. Er hat aufgrund des Dopingmittelmissbrauches ein gestörtes Lymphsystem, eine erhöhte Infektionsanfälligkeit, psychosomatische Störungen, orthopädische Probleme sowie eine überwundene Krebserkrankung. In seiner aktiven Zeit wurde er von der DDR-Staatssicherheit überwacht, in seiner Akte fanden sich Berichte von 14 verschiedenen Spitzeln.